# Oryzomys
Oryzomys és un gènere de rosegadors semiaquàtics de la tribu dels orizominis que viuen al sud de Nord-amèrica i l'extrem nord de Sud-amèrica. Inclou vuit espècies, de les quals dues (O. palustris als Estats Units i O. couesi a Mèxic i Centre-amèrica) tenen una àmplia difusió, mentre que les altres sis tenen un àmbit de distribució més petit. La història taxonòmica de les espècies ha experimentat molts canvis, i antigament se n'agrupava la majoria dins O. palustris. És possible que se'n reconeguin noves espècies en el futur. El nom Oryzomys fou encunyat per Spencer Fullerton Baird el 1857 per O. palustris i aviat fou aplicat a més d'un centenar d'espècies de rosegadors americans. Posteriorment, el gènere anà sent redefinit amb criteris més estrictes fins que el seu contingut actual fou establert el 2006, quan es crearen deu nou gèneres per espècies antigament classificades dins d'Oryzomys.